# Anna Maria Bernini
Pour les articles homonymes, voir Bernini.
Anna Maria Bernini (née le 17 août 1965 à Bologne) est une avocate et femme politique italienne, membre du parti de droite Forza Italia (FI) et sénatrice depuis 2013.
Auparavant membre de l'Alliance nationale, puis du Peuple de la Liberté, elle siège à la Chambre des députés comme représentante de l'Émilie-Romagne entre 2008 et 2013, tout en étant, brièvement, ministre pour les Affaires européennes dans le quatrième gouvernement de Silvio Berlusconi, en 2011. 
En 2022, elle devient ministre de l'Enseignement supérieur et de la Recherche dans le gouvernement de Giorgia Meloni.

## Biographie

### Carrière professionnelle
Fille de l'avocat Giorgio Bernini, ministre du Commerce extérieur dans le premier gouvernement de Silvio Berlusconi, elle obtient son diplôme en droit à l'université de Bologne en 1991. Elle entame une carrière dans cette même université en devenant professeur agrégée de droit public comparé et en se spécialisant, comme son père, dans l'arbitrage ; elle enseigne successivement le droit public, l'arbitrage et les procédures alternatives, tant à la faculté des sciences économiques de Bologne que sur l'antenne universitaire située à Forlì.
Anna Maria Bernini, en plus de ses fonctions universitaires, est avocate en droit civil et droit administratif.

### Parcours politique
Élue députée en 2008 comme représentante d'Alliance nationale, elle a été nommée porte-parole suppléant de ce parti. En 2010, elle est présentée comme la candidate du centre-droit aux élections régionales en Émilie-Romagne qu'elle ne remporte pas.
Au second tour de scrutin, lors de l'installation du Sénat, le 23 mars 2018, elle obtient 57 voix pour la présidence du Sénat, appuyée par Matteo Salvini et les seuls sénateurs de la Ligue du Nord, alors qu'elle n'est pas la candidate de Forza Italia. Elle ne souhaitait pas être candidate.
Le 22 octobre 2022, elle devient ministre de l'Enseignement supérieur et de la Recherche dans le gouvernement de Giorgia Meloni. Elle est secondée par une secrétaire d'État, Augusta Montaruli.